# アウグステ・ロイス・ツー・ケストリッツ
アウグステ・マティルデ・ヴィルヘルミーネ・ロイス・ツー・ケストリッツ （ドイツ語: Auguste Mathilde Wilhelmine Reuß zu Köstritz, 1822年5月26日 - 1862年3月3日）は、メクレンブルク＝シュヴェリーン大公フリードリヒ・フランツ2世の最初の妃。
ロイス＝ケストリッツ侯子ハインリヒ63世と、その最初の妻エレオノーレ・ツー・シュトルベルク＝ヴェルニゲローデの次女として、クリップハウゼン（現在ドレスデン行政管区マイセン郡の町）で誕生。1849年11月3日、フリードリヒ・フランツと結婚。5男1女をもうけた。
- フリードリヒ・フランツ・パウル・ニコラウス・エルンスト・ハインリヒ（1851年 - 1897年） - メクレンブルク＝シュヴェリーン大公
- パウル・フリードリヒ・ヴィルヘルム・ハインリヒ（1852年 - 1923年）
- マリー・アレクサンドリーネ・エリーザベト・エレオノーレ（1854年 - 1920年） - ロシア大公ウラジーミル・アレクサンドロヴィチ（アレクサンドル2世三男）妃
- ニコラウス・アレクサンダー・フリードリヒ・ハインリヒ（1855年 - 1856年）
- ヨハン・アルブレヒト・エルンスト・コンスタンティン・フリードリヒ・ハインリヒ（1857年 - 1920年） - メクレンブルク＝シュヴェリーン大公国摂政・ブラウンシュヴァイク公国摂政
- アレクサンダー・テオドール・ゲオルク・フリードリヒ・ハインリヒ（1859年）